# Auguste Molinier
Auguste Molinier, född den 30 september 1851 i Toulouse, död den 19 maj 1904 i Paris, var en fransk historiker.
Molinier, som var bibliotekstjänsteman och sedermera professor vid École des chartes, var en framstående paleograf och kännare av fransk medeltidshistoria. Han lämnade i Les sources de l’histoire de France (6 band, 1901–04; registerband 1906 av Polain) en värdefull översikt över källorna till Frankrikes historia fram till medeltidens slut. 
Dessutom skrev han Les obituaires français au moyen âge (1890) samt utgav flera manuskriptkataloger, kritiska editioner av bland annat benediktinernas Histoire de Languedoc, Sugers krönika om Ludvig VI, Pascals Pensées och Lettres provinciales samt Obituaires de la province de Sens (2 band, 1901–06). 